# 三王冠

瑞典小國徽，繪有三王冠的紋章。

三王冠（tre kronor）是象徵瑞典的紋章，出現在瑞典國徽上，由兩個在上、一個在下的王冠組成。在三王冠出現之前，福爾孔王朝的君主使用「福爾孔獅子」為皇家徽章，更早的王朝也有其他徽章。
瑞典議會、政府部門、駐外大使館都以三王冠象徵權力，空軍軍用飛機的圓標上也有三王冠。17世紀毀於大火的三王冠宮和1923年落成的斯德哥爾摩市政廳塔頂上，都有金色的三王冠。
瑞典國家田徑隊和國家冰球隊的球衣上也有這圖案；國家冰球隊更因此得到「三王冠」的外號。

## 歷史和意義

### 最早的發現

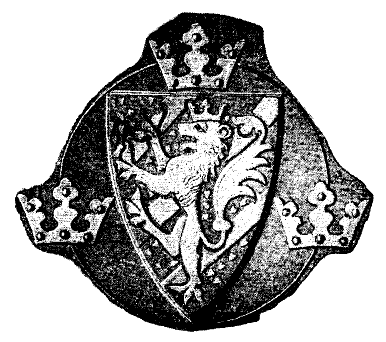
馬格努斯·拉杜洛斯的皇家印章

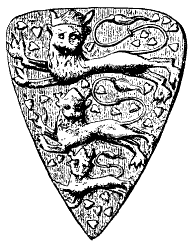
瓦爾德馬爾·比耶松的徽章與前朝埃里克王朝徽章相似。

法國在1980年代的研究發現，早在1330年代，即馬格努斯·埃里克松在位時，三王冠已經是瑞典的徽章和象徵。1336年，一些樞機和君主在教宗所處的阿維農商議發起十字軍，他們的徽章都刻印在教宗行宮的中楣上，當中就包括了三王冠。這也證明了瑞典參與了會議。
在這研究公布前，考據發現三王冠在1364年已經是國家象徵：梅克倫堡公爵阿爾貝萊克特的印章上，發現有三王冠圖樣的盾牌。而在更早的1350年，瑞典硬幣也已經發現有這圖案。

### 馬格努斯·拉杜洛斯
馬格努斯·拉杜洛斯是馬格努斯·埃里克松的祖父，他在13世紀在位時已經有使用三王冠。他的印章和1350年代的硬幣類似，背面都有三個王冠包圍着象徵國王的「福爾孔獅子」。但嚴格來說，這圖案還不算是國徽，只是福爾孔國王的裝飾而已。當時三王冠的意義不明，把王朝的象徵包圍着可能只是象徵福爾孔王朝的王權。

### 馬格努斯·埃里克松
雖然馬格努斯·埃里克松繼位時只有三歲，但他不久因母親的關係得以繼承挪威的王位，也在1332年從嚴重貧困的丹麥處得到斯科訥作為典當物。此後，他在信件中自稱「瑞典、挪威及斯科訥國王」。這可能是三王冠的起源，因為這正好與他統治的三個王國吻合；但也有可能並沒有特別意義，因為三個王國不一定需要以三個王冠來代表。
這圖案清晰易懂，也容易繪畫，可能是瑞典王國接受它成象徵和國徽的原因。此外，中世紀的北歐人很喜歡往科隆的東方三博士祭壇朝聖，他們認為三王冠跟東方三博士有某種關聯。時至今日，科隆的市徽上仍然有三個王冠。

### 梅克倫堡的阿爾貝萊克特

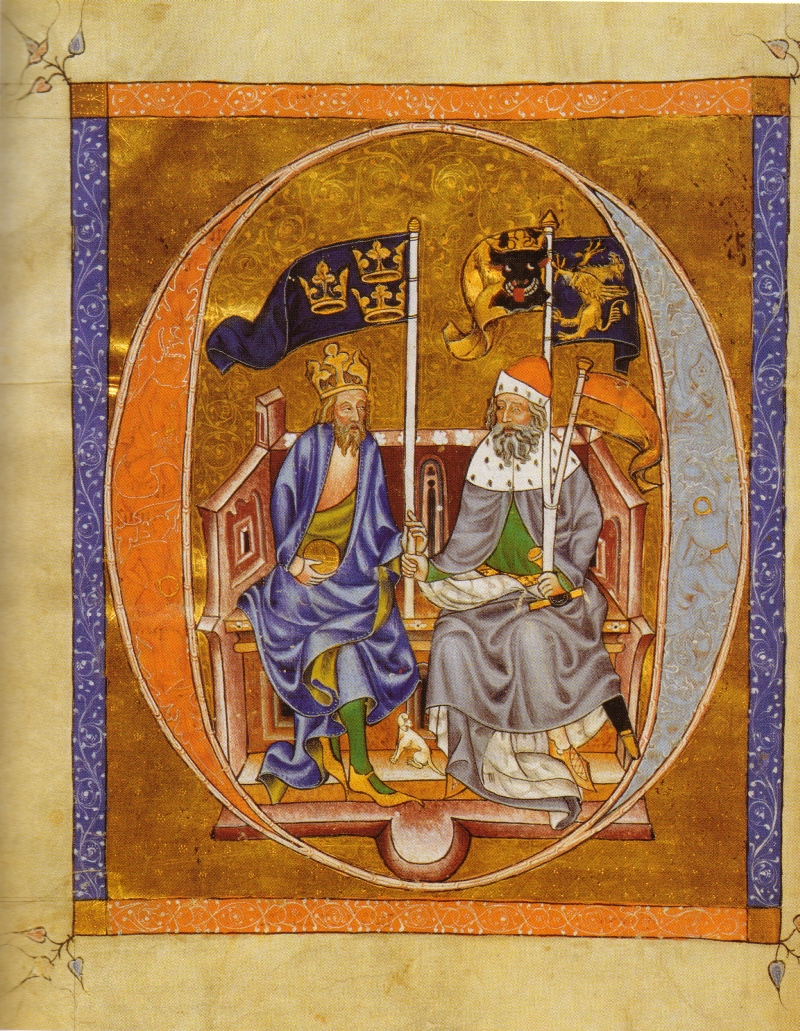
阿爾貝萊克特（左）是首位在繪畫中手持三王冠的君主。

梅克倫堡的阿爾貝萊克特發動貴族叛亂，推翻了舅舅馬格努斯·埃里克松。由於他以武力奪取正統國王的王位，故此當時的教會視之為篡位，拒絕承認他為合法君主。因此，他創作了新的印章，以宣示自己的正統。
他創新印章的另一個原因是為了展示新的朝代。他不可能繼續使用敵人的「福爾孔獅子」為國徽，也不能繼續使用自己的「戴着王冠的牛頭」，因為這圖案已經是父親的公國──梅克倫堡──的象徵。故此，梅克倫堡的阿爾貝萊克特是首個將三王冠用作國徽，而非個人徽章的君主（較早的用法與國徽不符）。

### 卡爾馬聯合之後

丹麥國徽，其中繪有三王冠圖案

阿爾貝萊克特被丹麥擊敗後，女王瑪格麗特一世和所有卡爾馬聯合共主的徽章都包含三王冠圖案。縱然古斯塔夫·瓦薩在1523年成功帶領瑞典脫離聯合，但丹麥國王克里斯蒂安三世和弗雷德里克二世的個人徽章依然繼續使用這圖案，表示丹麥繼續覬覦瑞典主權。兩國持續不和，後來弗雷德里克二世更入侵瑞典，觸發北方七年戰爭。戰後的《斯德丁條約》沒有明確解決爭議，丹麥國王繼續使用三王冠圖案，引發日後的衝突。現時，丹麥國徽仍然保留三王冠圖案，但這只是象徵歷史上的卡爾馬聯合。

### 1982年國徽法

瑞典大國徽的第二、四象限為三王冠圖案。

根據《1982年瑞典國徽法》的新規定，沒有盾徽背景的三王冠與瑞典王國國徽受同等法律保護，不得用作商業用途。這法案除了在瑞典領土上生效外，也許也受國際法保障。

## 其他徽章上的三王冠
- 約1200年，神聖羅馬皇帝奧托四世以三個王冠來裝飾古羅馬科隆教堂的東方三博士墳墓，現時的科隆主教座堂則於1248年開始動工興建。科隆市徽上有三個王冠。
- 丹麥約1290年發行的「內戰硬幣」上有三王冠。
- 包含波蘭南部和烏克蘭西部的加利西亞地區，中世紀區徽是藍色盾牌，其下半部分就是三個金色王冠。1296年，克拉科夫主教的紋章上已有這圖案。波蘭分裂前，加利西亞也是波蘭的重要中心，加利西亞首府克拉科夫也是波蘭首都，後來成為奧匈帝國的重要地區。
- 英格蘭歷史上把三王冠稱為「聖厄蒙德之旗」，與亞瑟王的傳說相關。
- 愛爾蘭芒斯特省的省旗幾乎與瑞典的三王冠相同，象徵歷史上的德斯蒙德、奧蒙德、托蒙德三個王國。1171至1541年間的愛爾蘭領地旗幟上也有三王冠，之後被愛爾蘭王國的豎琴旗代替。
- 曾遭受瑞典殖民統治的聖巴泰勒米島（現為法屬海外行政區），島徽上有三王冠圖案，置於象徵法國的三個百合花飾之下。
- 英國牛津大學的校徽上有三王冠。
- 俄罗斯列宁格勒州维堡市的市徽上有三王冠图案，因为维堡在1721年之前为瑞典领土。

科隆市徽
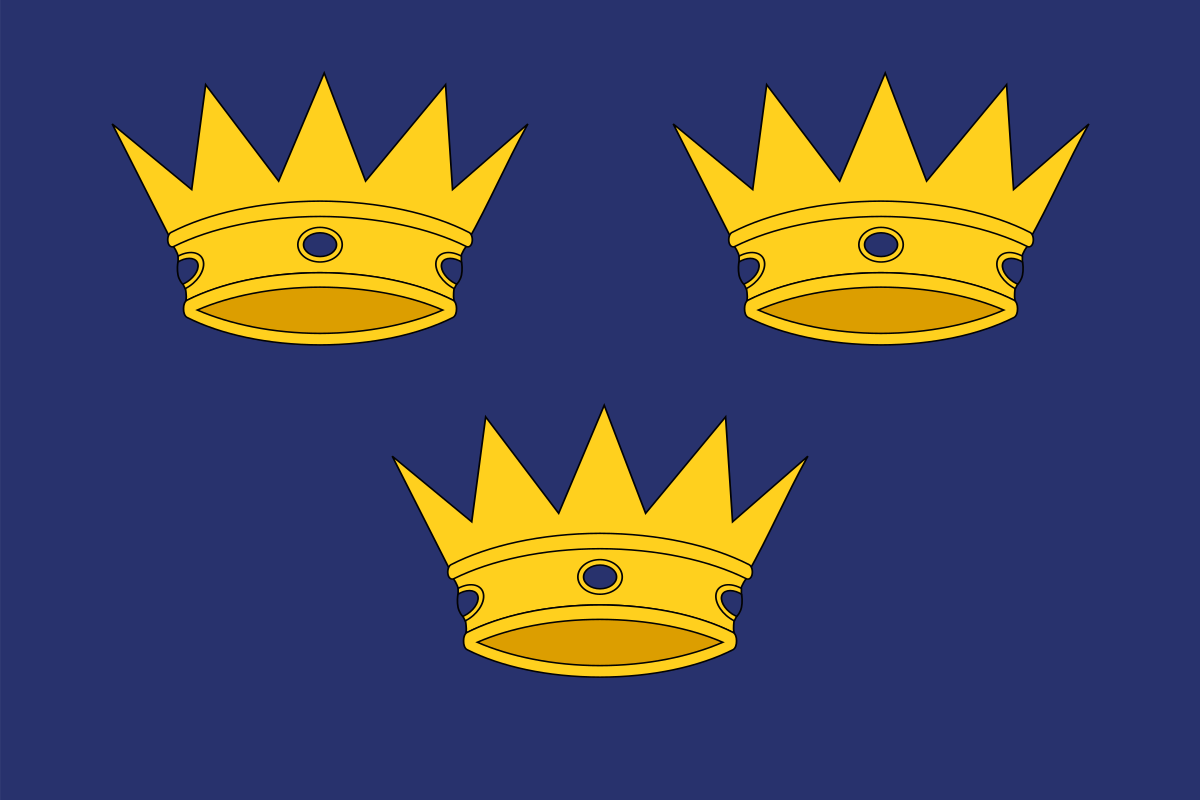
芒斯特省旗
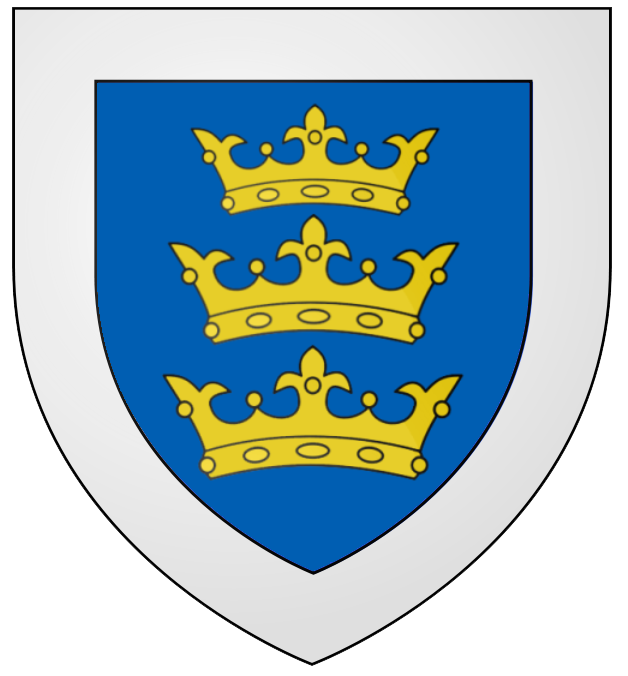
愛爾蘭領地旗幟
聖巴泰勒米島旗
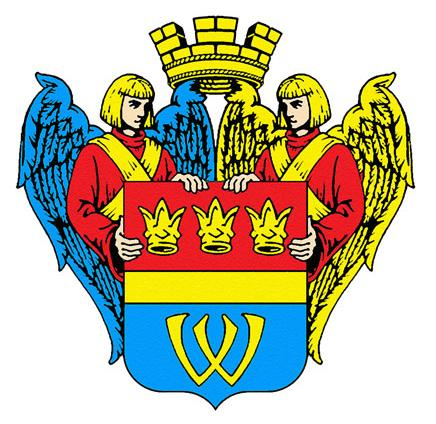
维堡市徽

### 文獻
- Lilla Uppslagsboken, Förlagshuset Norden AB, Nordens boktryckeri, Malmö 1974.
- Nordisk familjebok (1916 års upplaga) på nätet (Projekt Runeberg), https://runeberg.org（页面存档备份，存于）
- Ny svensk vapenbok, av Clara Nevéus (text) och Bror Jacques de Wærn (illustrationer), Streiffert & Co Bokförlag HB i samarbete med Riksarkivet, Stockholm 1992. Originalframställning med färgseparering gjord i samarbete med Skapa Publishing AB, tryckt och bunden av Butler & Tanner Ltd, England. ISBN 91-7886-092-X

### 註腳
1. 1 2 3  En artikel om Sveriges riksvapen （页面存档备份，存于） i Nordisk Familjebok (1916 års upplaga; Projekt Runeberg).
2. ↑  .   [2009-09-25]. （原始内容存档于2009-04-11）.
3. 1 2 3 4 5 6  Ny svensk vapenbok 1992, s. 15.
4. 1 2  Lilla Uppslagsboken 1974, band 9, spalt 526.
5. 1 2  Ny svensk vapenbok 1992, s. 12-13.
6. ↑  硬幣正面刻有國王肖像，跟現代的硬幣相似